# Freak (film)
Freak è un film per la televisione del 1998, diretto da Spike Lee.
Si tratta della registrazione di un monologo teatrale dell'attore John Leguizamo, recitato a Broadway. 